# سامي ميخيا
سامي ميخيا (بالإنجليزية: Sammy Mejía)‏ مواليد 7 فبراير 1983 في ذا برونكس، هو لاعب كرة سلة أمريكي. بدأ مسيرته الاحترافية في سنة 2007. تم اختياره من قبل فريق ديترويت بيستونز خلال الدرافت. يلعب مع فريق نادي طوفاس الرياضي في الدوري التركي لكرة السلة. يحمل الرقم 9. يبلغ طوله 6 قدم 6 بوصة (2.0 م). لعب كرة السلة الجامعية في جامعة دي بول.

## المسيرة الاحترافية
لعب مع أورلاندينا باسكيت في الدوري الإيطالي في سنة 2008، ثم لعب مع شوليه باسكت في الدوري الفرنسي من سنة 2009 إلى 2011، ثم لعب مع نادي سسكا موسكو لكرة السلة في الدوري الروسي في موسم 2011–2012، ثم لعب مع بانفيت لكرة السلة في الدوري التركي من سنة 2012 إلى 2015، ثم لعب مع نادي طوفاس الرياضي في سنة 2015.

## روابط خارجية
- سامي ميخيا على موقع الدوري الأوروبي لكرة السلة (الإنجليزية)
- سامي ميخيا على موقع إن بي أي (الإنجليزية)
- سامي ميخيا على موقع سبورتس رفرنس (الإنجليزية)
- سامي ميخيا على موقع كرة السلة الأوروبية.كوم (الإنجليزية)
- سامي ميخيا على موقع كلية كرة السلة في سبورتس رفرنس.كوم (الإنجليزية)
- سامي ميخيا على موقع ريلجم (الإنجليزية)
- سامي ميخيا على موقع بروبوليرز (الإنجليزية)
- سامي ميخيا على موقع سبورتس رفرنس (الإنجليزية)
- سامي ميخيا على موقع سبورتس رفرنس (الإنجليزية)